# Липник (Львовская область)
Липник (укр. Липник) — село в Рава-Русской городской общине Львовского района Львовской области Украины.
Население по переписи 2001 года составляло 739 человек. Занимает площадь 10,05 км². Почтовый индекс — 80318. Телефонный код — 3252.